# Zuzanna Sklepowicz
Zuzanna Ida Sklepowicz (ur. 20 grudnia 1996 we Wrocławiu) – polska koszykarka występująca na pozycji rozgrywającej, reprezentantka kraju, od sezonu 2024/2025 zawodniczka Pompax Tęcza Leszno.

## Osiągnięcia
Stan na 16 czerwca 2022, na podstawie, o ile nie zaznaczono inaczej.

### Drużynowe
Seniorskie
- Mistrzyni Polski (2017)
- Wicemistrzyni Polski (2022)[4]
- Brązowa medalistka mistrzostw Polski (2016, 2018)
- Finalistka Pucharu Polski (2017)
- Zwyciężczyni turnieju w Trutnovie (2017)[5]
- Wygrana w Pucharze European Women's Basketball League 2024

Młodzieżowe
- Wicemistrzyni Polski juniorek (2014)
- Brązowa medalistka mistrzostw Polski juniorek (2013)

### Reprezentacja
- Uczestniczka:
  - uniwersjady (2017 – 13. miejsce)[6]
  - igrzysk frankofońskich (2013)
  - mistrzostw Europy:
    - U–20 (2016 – 8. miejsce)
    - U–18 (2014 – 12. miejsce)
    - U–16 dywizji B (2012)